# Iain Bell

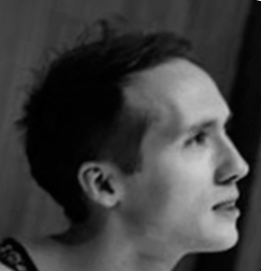
Iain Bell bei den Proben seiner Oper in Wien im Oktober 2013

Iain Bell (* 1980 in London) ist ein englischer Komponist.

## Leben
Die Anregung zu einer Beschäftigung mit klassischer Musik und insbesondere Vokalmusik erhielt Bell durch seine Musiklehrerin in der Schule. Er versteht sich in erster Linie als Komponist für Sänger. Als Vorbilder nennt er Komponisten der (klassischen) E-Musik-Sphäre – darunter John Dunstable sowie William Walton, Benjamin Britten, György Ligeti, Alban Berg. Andererseits entflammte er sich in seiner Pubertät für Brant Bjork, Kylie Minogue und die Spice Girls.
Iain Bells Kompositionen wurden bereits in der Londoner Wigmore Hall und der Carnegie Hall in New York City aufgeführt. Er arbeitete bislang mit einer Reihe bekannter Pianisten zusammen, darunter Helmut Deutsch, Roger Vignoles, Iain Burnside und Julius Drake.
Bell schrieb für die Sopranistin Diana Damrau nicht nur einen Liederzyklus mit Klavier, der die Bekenntnisbriefe von Königin Victoria über ihre Liebe zu Prince Albert thematisiert, sondern auch einen Zyklus mit Orchester, der in einer Interpretation mit dem RSO Wien unter Walter Kobéra für den Rundfunk aufgezeichnet wurde. Schließlich schrieb er für Damrau auch die Titelpartie seiner Oper A Harlot’s Progress (Libretto: Peter Ackroyd nach dem Zyklus A Harlot’s Progress von William Hogarth), die am 13. Oktober 2013 im Theater an der Wien unter der musikalischen Leitung von Mikko Franck und in der Inszenierung von Jens-Daniel Herzog uraufgeführt wurde.
Außerdem schrieb er einen Zyklus für den Countertenor Lawrence Zazzo nach Texten von William Shakespeare.

## Werke
Oper:
- A Harlot’s Progress (Wien 2013)
- In Parenthesis (Cardiff 2016)

Orchester:
- Romance for tenor and strings
- A London Diurne

Kammermusik:
- The undying splendour
- Day turned into Night
- Cradle Suite